# Чемериське (Жмеринський район)
Чемери́ське (колишня назва — хутір Чемериський) —  село в Україні, у Барській міській громаді Жмеринського району Вінницької області.

## Історія
12 червня 2020 року, відповідно до Розпорядження Кабінету Міністрів України № 707-р «Про визначення адміністративних центрів та затвердження територій територіальних громад Вінницької області», увійшло до складу Барської міської громади.
19 липня 2020 року, в результаті адміністративно-територіальної реформи та ліквідації Барського району, село увійшло до складу Жмеринського району.

## Географія
Село розташоване на правому березі Безіменної річки, правої притоки Рову.

## Пам'ятки
У селі є пам'ятки:
- Пам'ятник 135 воїнам-односельцям, загиблим на фронтах Другої світової війни[3], споруджений 1967 року. Пам'ятка розташована біля сільради.